# دادستان دینی
کتاب دادِستان دینی (پهلوی: Dādestān ī Dēnīg)، (آی‌پی‌ای: [daːdestaːn iː deːniːɡ] «داوری‌های دینی») یا پرسش‌نامه (پهلوی: Pursišn-Nāmag)  (آی‌پی‌ای: [puɾsiʃnaːmaɡ] «کتابِ پرسش‌ها») از نوشته های منوچهر و از جمله دانشنامه‌های دینی زرتشتی به زبان پارسی میانه است. 
دادستان دینی که به معنای احکام دینی است یکی از کتابهای بزرگ و معتبر به زبان پهلوی است که در سده نهم میلادی نوشته شده است. همانگونه که از نام این کتاب پیداست مطالب آن دربارهٔ احکام و امور دینی و همچنین روایت‌های پیرامون دین زرتشتی است.
این کتاب شامل پاسخ‌های منوچهر به نود و دو پرسشی است که مهرِخورشید، پسر آذرماه و سایر بهدینان از او کرده‌اند. منوچهر برادر زادسپَرَم و فرزند گُشن‌جم بود. وی پیشوای زرتشتیان کرمان و فارس بوده‌ است و در نیمه دوم سده سوم هجری می‌زیسته‌ است. ضمن این پرسش و پاسخ‌ها مطالب گوناگونی از قبیل اصول باورهای زرتشتی، اسطوره‌ها و آیین‌های دینی آمده‌ است. این کتاب نثر پیچیده‌ای دارد و از نظر مسائل و دشواری‌هایی که زرتشتیان در سده سوم هجری در برخورد با مسلمانان داشته‌اند، دارای اهمیت است.